# Léon Lafourcade
Pour les articles homonymes, voir Lafourcade.
Léon Lafourcade, né le 19 avril 1898 au Boy à Saint-Martin-de-Seignanx et mort le 7 octobre 1978 également à Saint-Martin-de-Seignanx, est un ancien combattant de la Première Guerre mondiale et un élu local des Landes.

## Mandats
- Maire de Saint-Martin-de-Seignanx de 1947 à 1977.
- Conseiller général des Landes de 1958 à 1964.

## Distinctions
- Médaille militaire
- Chevalier de la Légion d'honneur à titre militaire en 1960.
- Chevalier de l'ordre des Palmes académiques.
- Officier de l'ordre du Mérite agricole

## Hommages
Il y a une maison de retraite Léon-Lafourcade à Saint-Martin-de-Seignanx.

## Œuvres
- Léon Lafourcade, Saint-Martin-de-Seignanx, Éditions D.Chabas (Capbreton), 1977, 60 p.

## Pour approfondir